# WASP-12b
WASP-12b é um planeta extrassolar que orbita a estrela WASP-12, descoberto pela pesquisa de trânsitos planetários do SuperWASP. Sua descoberta foi anunciada em 1.º de abril de 2008. Seu raio é 83 por cento maior que o de Júpiter e sua massa 39 por cento maior. O planeta está a 0,0229 UA de sua estrela e leva aproximadamente um dia para orbitá-la.
Em setembro de 2017, astrônomos descobriram que o exoplaneta WASP-12b não reflete quase nenhuma luz, fazendo com que pareça essencialmente preto. Isso significa que o WASP-12b é duas vezes menos reflexivo do que a nossa lua, que tem um albedo de 0,12.

## Características

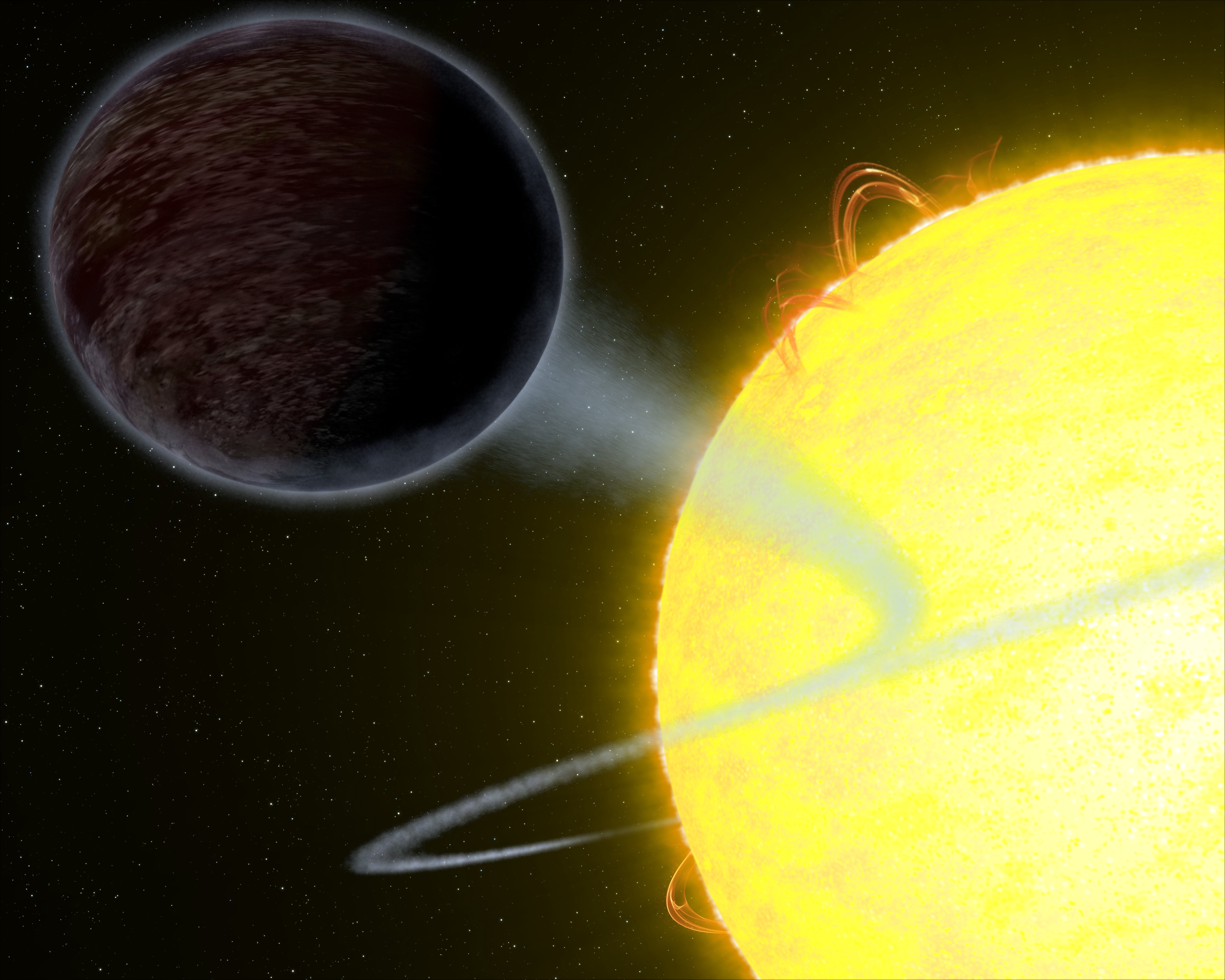
WASP-12b absorve 94% da luz que brilha na sua superfície, resultando em um albedo muito baixo, a quantidade de luz refletida pelo exoplaneta.

O planeta WASP-12b está tão perto de WASP-12 que as forças de maré da estrela estão distorcendo-o em uma forma de ovo e puxando sua atmosfera a uma taxa de cerca de 10−7 MJ (cerca de 189 quadrilhões de toneladas) por ano. Devido ao "aquecimento de maré" e à proximidade do planeta a sua estrela, combinam-se para aumentar a temperatura da superfície em mais de 2.500 K (2.200 °C), sendo assim o planeta extrassolar mais quente já descoberto.
Em 20 de maio de 2010, o Telescópio Espacial Hubble observou WASP-12b sendo consumido por sua estrela. Apesar de que os cientistas já sabiam que estrelas podem consumir planetas, essa foi a primeira vez que um evento assim foi observado tão claramente. Estima-se que o planeta tenha 10 milhões de anos restantes até que ele seja totalmente consumido pela estrela. Estudos de dezembro de 2010 indicam que WASP-12b tem uma alta taxa carbono-oxigênio, indicando que ele é um planeta de carbono.
O Telescópio Espacial Hubble observou o planeta usando seu Cosmic Origins Spectrograph (COS). As observações confirmaram as previsões publicadas na Nature em fevereiro de 2009 pela Shu-lin Li da Universidade de Pequim. A atmosfera do planeta cresceu quase três vezes o raio de Júpiter, enquanto o próprio planeta tem 40% mais de massa que Júpiter.
Parece ovo

### Conteúdo de Carbono
Evidências recentes indicam que o WASP-12b possui uma relação carbono-oxigênio melhorada, significativamente maior do que a do Sol, indicando que é um gigante de gás rico em carbono. A relação C/O compatível com observações é de cerca de 1, enquanto o valor solar é de 0,54. As razões C/O sugerem que planetas ricos em carbono podem ter formado no sistema estelar. Um dos pesquisadores atrás desse estudo comentou que "com mais carbono do que oxigênio, você obteria pedras de carbono puro, como diamante ou grafite".
O estudo publicado afirma: "Embora os planetas gigantes ricos em carbono como o WASP-12b não tenham sido observados, a teoria prevê uma miríade de composições para planetas sólidos dominados por carbono. Os planetas de carbono de tamanho terrestre, por exemplo, podem estar dominados nos seus interiores por grafite ou diamante, em oposição à composição de silicato da Terra". These remarks have led the media to pick up on the story, some even calling WASP-12b a "diamond planet".
O conteúdo de carbono do planeta está localizado dentro da sua atmosfera, sob a forma de monóxido de carbono e metano. O estudo aparece no jornal Nature.

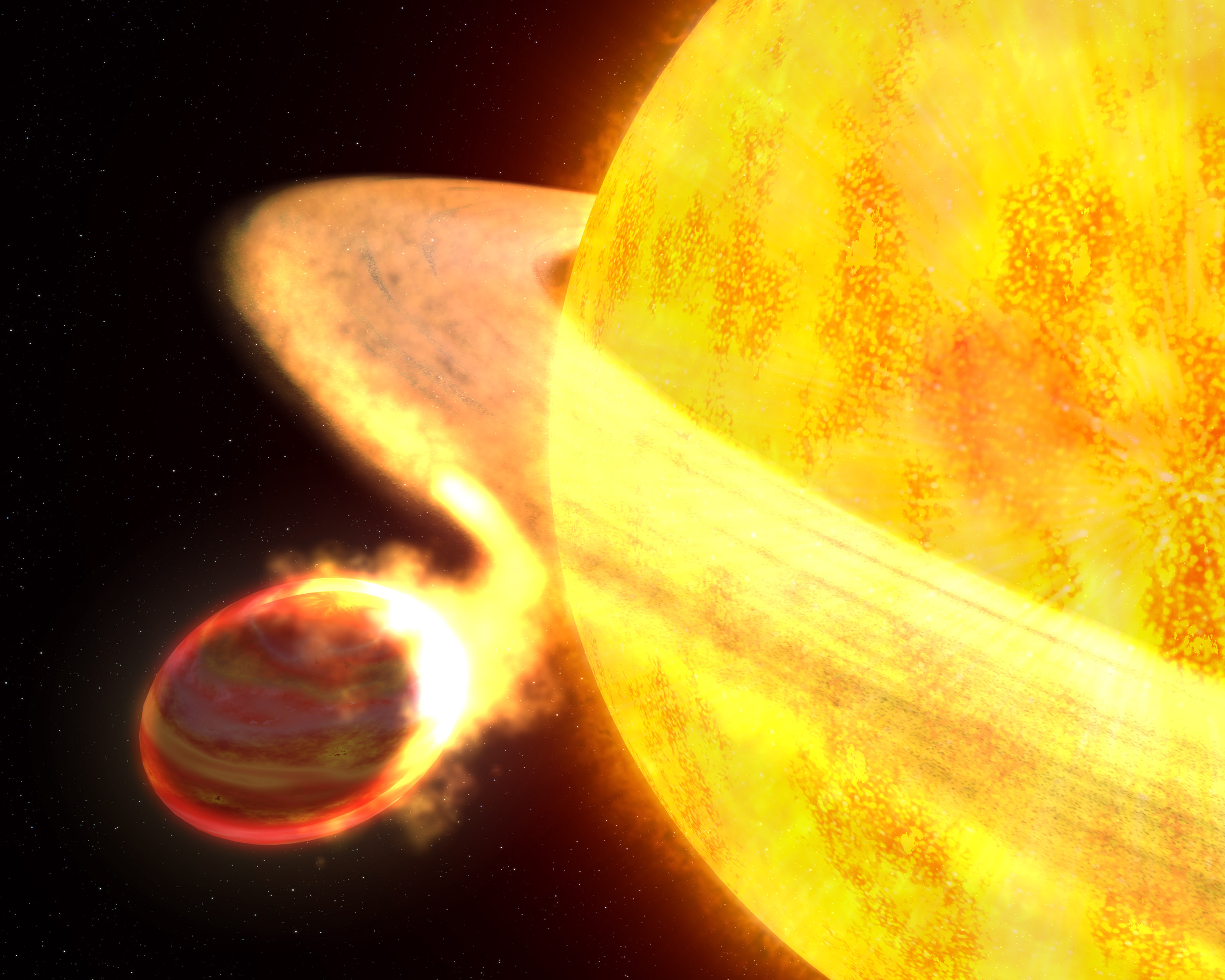
WASP-12b e sua estrela hospedeira, WASP-12 (concepção artística).
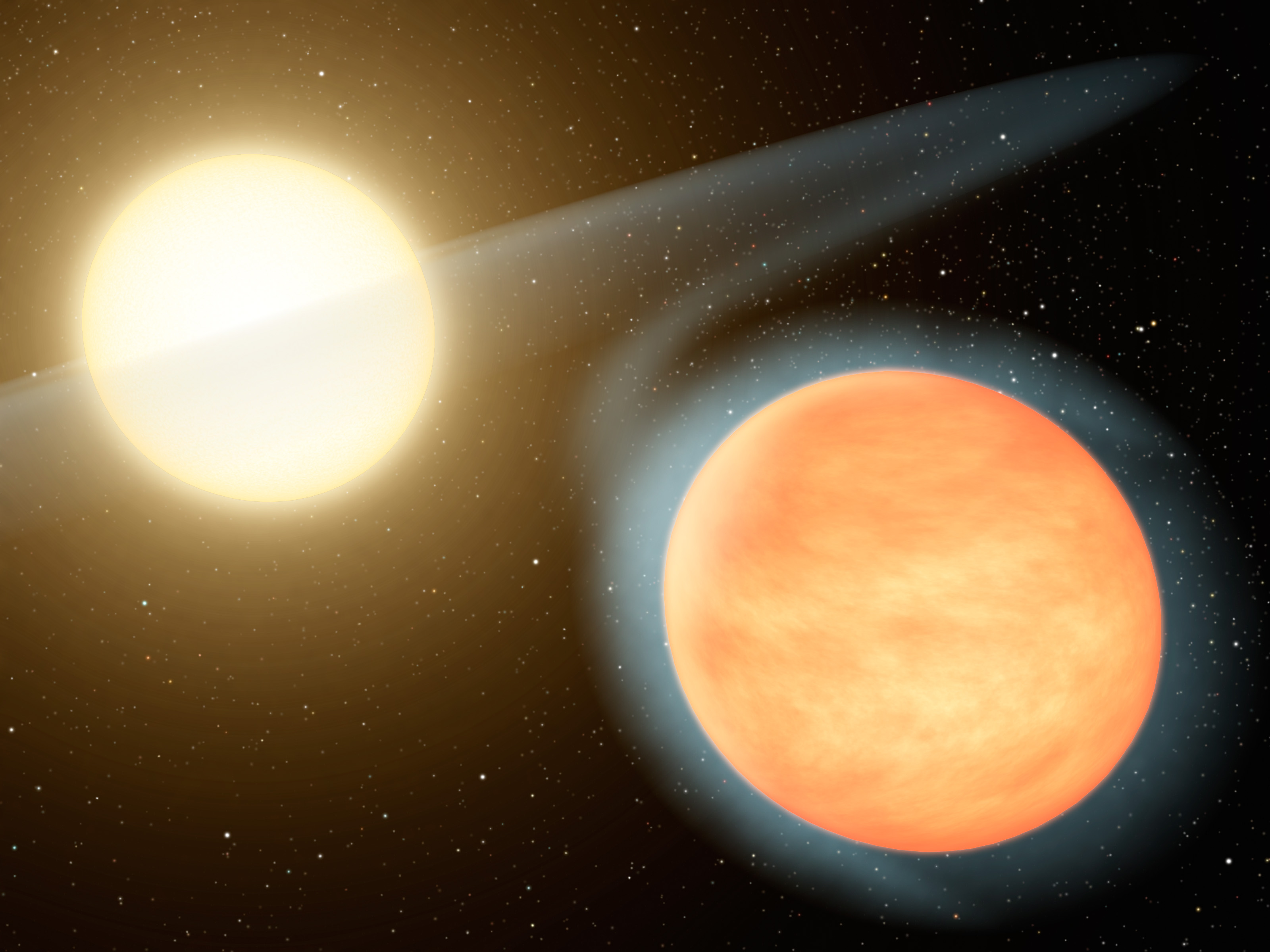
Quente, planeta rico em carbono WASP-12b e sua estrela hospedeira. (A cor exoplaneta era desconhecida no momento da concepção desse artista).
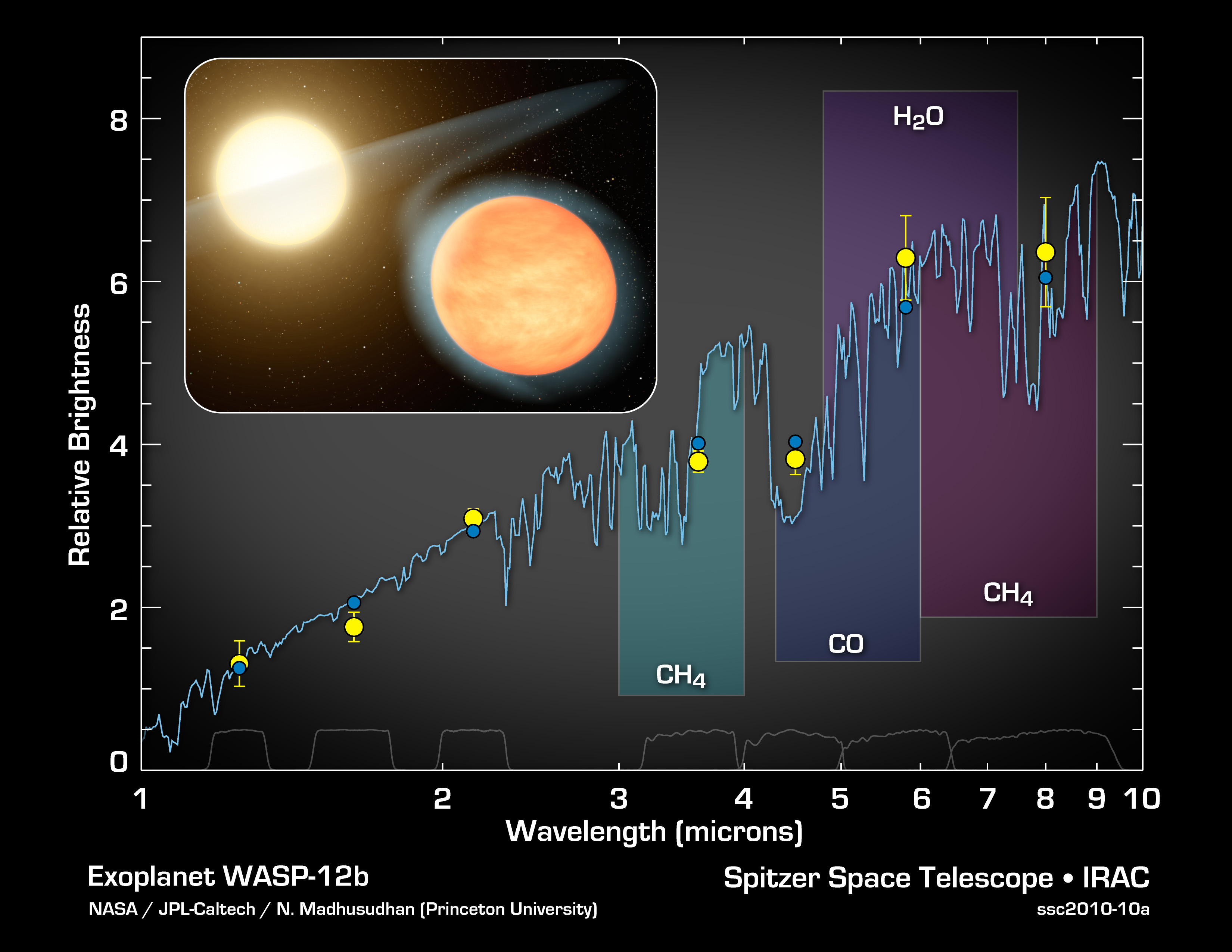
WASP-12b e sua estrela hospedeira, WASP-12 − com IR spectra observando a presença de várias moléculas químicas.